# Paška vas
Paška vas is een plaats in Slovenië en maakt deel uit van de gemeente Šmartno ob Paki in de NUTS-3-regio Savinjska. De plaats telde 226 inwoners op 1 januari 2020.